# Unbefleckte Empfängnis Mariä (Fahrnau)

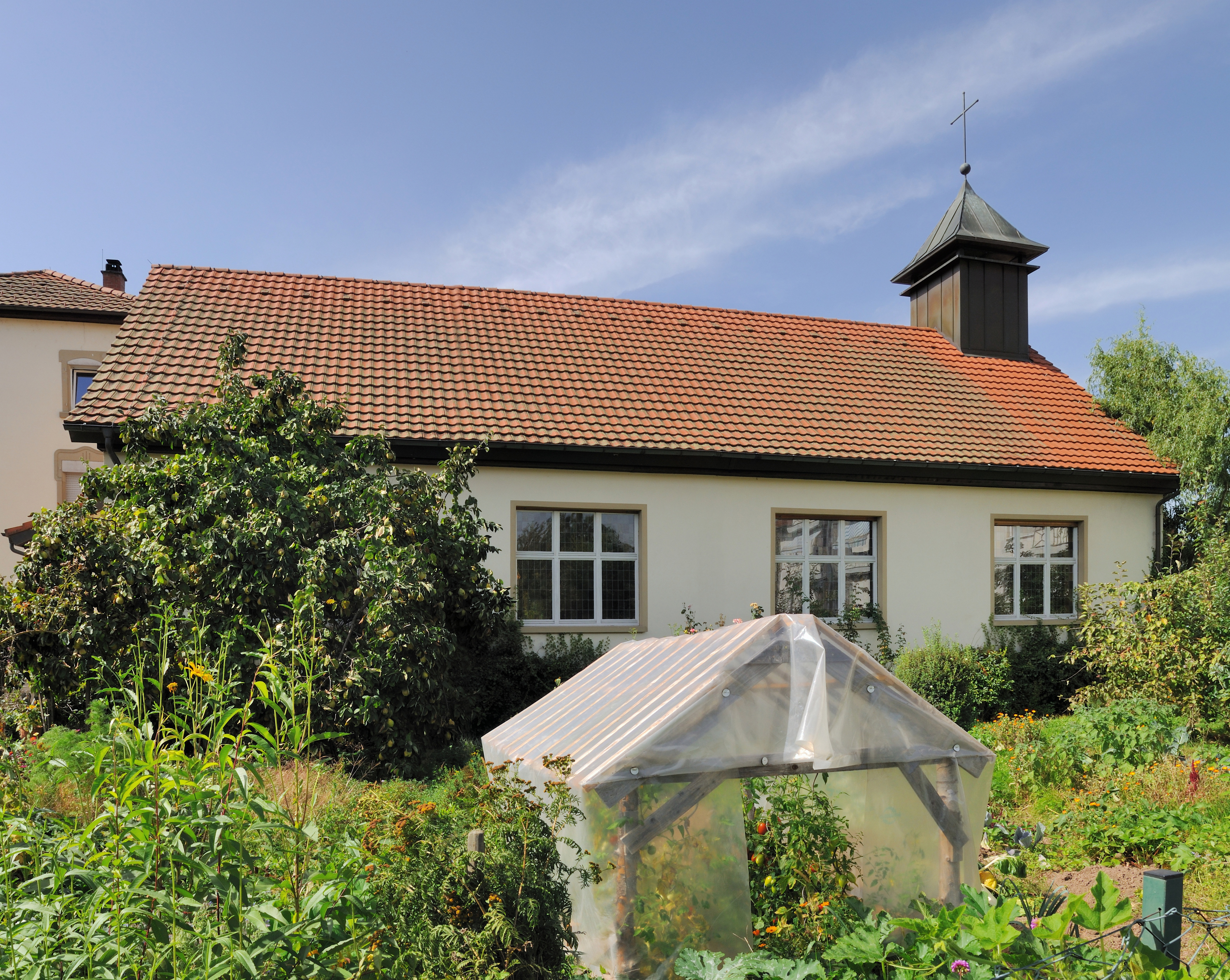
Kirche der Unbefleckten Empfängnis Mariä

Die Kirche der Unbefleckten Empfängnis Mariä im Schopfheimer Stadtteil Fahrnau ist eine römisch-katholische Filialkirche, die durch einen Umbau in den 1950er Jahren aus einer ehemaligen Fabrikhalle entstand.

## Geschichte
Als die katholische Gemeinde in Fahrnau nach einem geeigneten Ort zur Errichtung einer Filialkirche suchte, bot sich 1953 die Gelegenheit, das Anwesen der Maschinenfabrik Schanzlin zu erwerben. Nach einem grundlegenden Umbau wurde am 2. Mai 1954 das Gotteshaus benediziert.

## Beschreibung

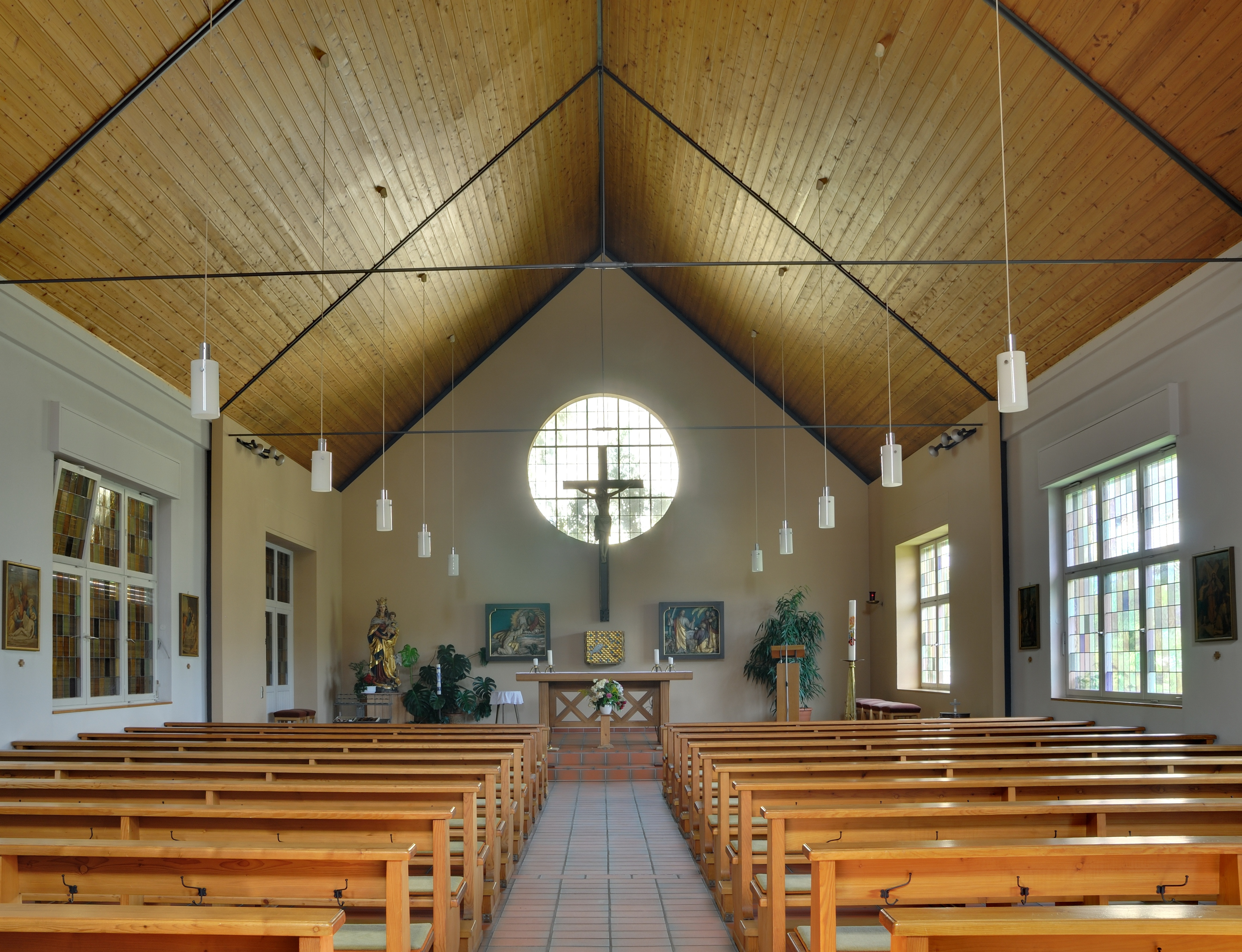
Innenraum

Die katholische Filialkirche befindet sich baulich unscheinbar inmitten eines Wohngebietes. Östlich der Kirche befindet sich ein eingezäunter Garten. Das Langhaus ist ein rechteckiger Bau mit Satteldach, der sich zur Westseite nahtlos an das Nachbarhaus anschließt. An der Nordostseite erhebt sich ein kleiner Dachreiter quadratischen Grundrisses mit Pyramidendach. Im Dachreiter aufgehängt sind die zwei 1954 von F. W. Schilling aus Heidelberg gegossenen Glocken. Die Marienglocke ist auf den Schlagton g′′, die Schutzengelglocke auf den Ton b′′ gestimmt.
Im Inneren der Kirche ist die Decke schräg eingezogen. Im leicht erhöhten Chorbereich ist ein schlichter Altar, ein Kruzifix und ein Tabernakel aufgestellt. Zur Ausstattung gehören auch eine Madonnenstatue mit Jesuskind und 13 Kreuzwegstationen in Form von Brandgemälden auf Holz.

## Orgel
Die Orgel mit sechs Registern der Firma Winterhalter ist links vom Eingang in der Ecke aufgestellt. Ihre Disposition lautet:
| Manual    |      |
| Gedackt   | 8′   |
| Principal | 4′   |
| Rohrflöte | 4′   |
| Cymbel    | 1/3′ |
| Flageolet | 2′   |
| Bourdon   | 16′  |